# Віктор/Вікторія
«Віктор/Вікторія» (англ. Victor/Victoria) — комедійний музичний фільм 1982 року американського кінорежисера Блейка Едвардса про співачку Вікторію (Джулія Ендрюс), яка вимушена прикидатися чоловіком Віктором. У 1995 році фільм був адаптований як бродвейський мюзикл.

## Сюжет
Париж 1930-х років. Співачка Вікторія, володарка чудового сопрано, у відчаї, вона не може знайти роботу і не має засобів для існування. Випадково вона знайомиться з немолодим шансоньє на ім'я Тоді, який у цей момент теж на мілині. Однак, йому приходить в голову геніальна ідея: перевтілити Вікторію на польського графа Віктора Гразінського, який володіє високим голосом і виступає на сцені у жіночих ролях. Віктор завойовує паризьку сцену і все було би добре, якби не приїзд до Парижу чиказького гангстера Кінга Маршана…

## Ролі виконують
- Джулія Ендрюс — Вікторія Грант (граф Віктор Ґразінський)
- Джеймс Гарнер — Кінг Маршан
- Роберт Престон — Керол Тоді
- Леслі Енн Ворен — Норма Кессіді
- Алекс Каррас — «Сквош» Бернштайн
- Джон Ріс-Девіс, — Андре Кассель
- Грем Старк — офіціант

## Музичні номери
Вокальні номери у фільмі представлені як танцювальні виступи на сцені нічного клубу, з хореографією Педі Стона.
- Gay Paree — Тоді
- Le Jazz Hot! — Вікторія
- The Shady Dame from Seville — Вікторія
- You and Me — Тоді, Вікторія
- Chicago, Illinois — Норма
- Crazy World — Вікторія
- Finale/Shady Dame from Seville (Reprise) — Тоді.

## Навколо фільму
- Фільм, дія якого відбудеться в Парижі на початку 1930-х років, був повністю знятий у Pinewood Studios за 30 км на захід від центру Лондона.
- Джулія Ендрюс розповідала, що пильно спостерігала за своїми партнерами Джеймсом Гарнером і Робертом Престоном, для сцен, у яких вона грала графа Віктора Ґразінського: «Чоловіки поводять себе тихіше, ніж жінки. Вони роблять набагато менше жестів, рухів не тільки руками, але особливо, обличчям, бровами».
- Джулія Ендрюс знову зіграла цю ж роль у музичній комедії, на сцені театру Marquis Theater на Бродвеї, з новими партнерами Тоні Робертсом і Майклом Нурі; (з 25 жовтня 1995 року було 734 вистави).
- Сценарій фільму - адаптована Блейком Едвардсом версія німецького фільму 1933-го року «Віктор і Вікторія» (нім. Viktor und Viktoria, знятого за оригінальним оповіданням Ганса Гембурга)

## Нагороди
- 1982 Премія Оскар:
  - Найкраща музика, оригінальний вибір пісень і/або найбільш відповідна адаптація — Генрі Манчіні (музика), Леслі Брікас (слова пісень)

- 1982 Премія Золотий глобус:
  - Найкраща жіноча роль (комедія або мюзикл) — Джулія Ендрюс

- 1982 Премія Асоціації кінокритиків Лос-Анджелеса (Los Angeles Film Critics Association):
  - найкраща акторка — Джулія Ендрюс

- 1983 Премія Сезар:
  - Найкращий іноземний фільм

- 1983 Премія Давид ді Донателло:
  - найкращий іноземний сценарій (David di Donatello per la migliore sceneggiatura straniera) — Блейк Едвардс
  - найкращій іноземній акторці — Джулія Ендрюс